# Horisme serangica
Horisme serangica là một loài bướm đêm trong họ Geometridae.